# Podalia
Podalia is een geslacht van vlinders van de familie Megalopygidae.

## Soorten
- P. albescens (Schaus, 1900)
- P. angulata (Hopp, 1922)
- P. bolivari Heylaerts, 1884
- P. cincinnata (Dognin, 1922)
- P. cirrata Hopp, 1935
- P. contigua (Walker, 1866)
- P. dimidiata (Herrich-Schäffer, 1856)
- P. dyari (Joicey & Talbot)
- P. farmbri (Kaye, 1924)
- P. fuscescens Walker, 1856
- P. gamelia (Druce, 1904)
- P. guaya (Schaus, 1927)
- P. intermaculata Dognin, 1916
- P. lanocrispa Jones, 1912
- P. mallas (Druce, 1899)
- P. marmorata Rothschild, 1910
- P. nivosa Jones, 1912
- P. orsilochus (Cramer, 1775)
- P. pedacia (Druce, 1906)
- P. pedacioides Dognin, 1916
- P. pellucens Dognin
- P. prolecta Hopp, 1935
- P. pseudopedacia Dognin, 1916
- P. salacia (Druce, 1887)
- P. schadei Schaus, 1924
- P. thanatos Schaus, 1905
- P. tympania (Druce, 1897)
- P. vicina (Hopp, 1926)
- P. walkerensis (Hopp, 1935)
- P. walkeri (Berg, 1882)